# 윌크스배리/스크랜턴 펭귄스
| 윌크스배리/스크랜턴 펭귄스 | |
| 콘퍼런스                   | 동부 콘퍼런스 |
| 디비전                     | 애틀랜틱 디비전 |
| 설립연도                   | 1981년 |
| 해체연도                   | |
| 역사                       | 프레더릭턴 익스프레스 (1981년~1988년) 핼리팩스 시타델스 (1988년~1993년) 콘월 에이시스 (1993년~1996년) 윌크스배리/스크랜턴 펭귄스 (1999년~현재) |
| 경기장                     | 모히건 선 아레나 앳 케이시 플래자 |
| 연고지                     | 펜실베이니아주 윌크스배리 |
| 상징색                     | 검정, 라스베이거스 골드, 빨강, 하양 |
| 구단주                     | 로널드 버클 마리오 르미외 |
| 단장                       | 제이슨 보터릴 |
| 감독                       | 자이 리치 |
| NHL 제휴                   | 피츠버그 펭귄스 |
| ECHL 제휴                  | 휠링 네일러스 |
| 정규시즌 우승              | 1 (2011) |
| 콘퍼런스 우승              | 3 (2001, 2008, 2011) |
| 디비전 우승                | 5 (1983, 1984, 2006, 2008, 2011) |
| 칼더 컵                    | - |
| 영구 결번                  | - |

윌크스배리/스크랜턴 펭귄스(Wilkes-Barre/Scranton Penguins)는 미국 펜실베이니아주 윌크스배리를 연고지로 하는 AHL의 동부 콘퍼런스 애틀랜틱 디비전 소속 아이스 하키팀이다.

## 역대 홈경기장
| 윌크스배리/스크랜턴 펭귄스        |             |          |                           |      |
| 경기장                            | 사용기간    | 수용인원 | 장소                      | 비고 |
| 모히건 선 아레나 앳 케이시 플래자 | 1999년~현재 | 8,300명  | 펜실베이니아주 윌크스배리 | 빈칸 |